# Priceomyces medius
Priceomyces medius är en svampart som först beskrevs av Boidin, Pignal, Lehodey, Vey & Abadie, och fick sitt nu gällande namn av M. Suzuki & Kurtzman 20 10. Priceomyces medius ingår i släktet Priceomyces och familjen Debaryomycetaceae.   Inga underarter finns listade i Catalogue of Life.